# Gra w różowe
Gra w różowe (Touch of Pink) – kanadyjsko-amerykańska komedia romantyczna w reżyserii Iana Iqbala Rashida z 2004 r.

## Opis fabuły
Alim obchodzi rocznicę związku z Gilesem. Jako syn pakistańskich imigrantów, dorastał w Kanadzie, ale swego czasu uciekł przed życiem wśród niezliczonych krewniaków do Londynu. Nie przeczuwa nawet, że trwające w Toronto przygotowania do ślubu jednego z zamożnych kuzynów, spowodują, że jego matka odwiedzi syna, by skontrolować, dlaczego nie doczekała jeszcze synowej oraz wnucząt. Problem w tym, że zaszyty w Anglii, starannie ukrywa przed nią swoje życie i swojego partnera.

## Główne role
- Jimi Mistry – Alim
- Kyle MacLachlan – Duch Cary'ego Granta
- Suleka Mathew – Nuru Jahan
- Kris Holden-Ried – Giles
- Veena Sood – Dolly
- Brian George – Hassan
- Liisa Repo-Martell – Delia
- Raoul Bhaneja – Khaled
- Malika Mendez – Sherubai
- Andrew Gillies – Raymond
- Barna Moricz – Alex
- Sam Moses – Vendor
- Dean McDermott – Alisdair Keith
- Les Porter – Caterer